# جودی برت (بازیکن فوتبال)
جودی برت (انگلیسی: Jodie Brett؛ زادهٔ ۹ مارس ۱۹۹۶) بازیکن سابق فوتبال اهل انگلستان است که در پست خط میانی برای برایتون اند هوو آلبیون بازی می‌کرد.
وی در تیم‌های ملی فوتبال زیر ۱۹ سال زنان انگلستان و زیر ۲۳ سال زنان انگلستان بازی کرده است.